# Zanthierhaus

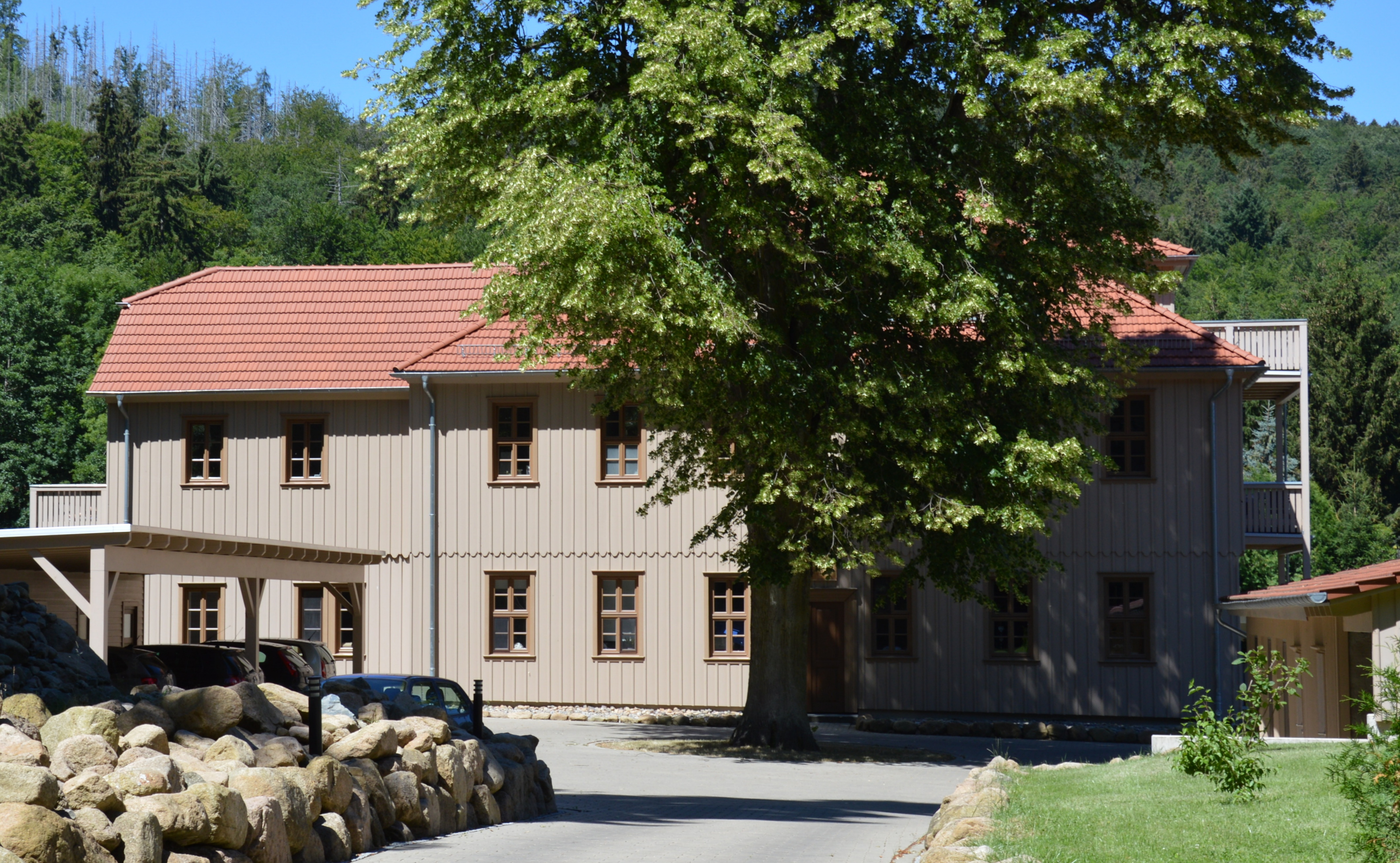
Zanthierhaus, 2018

Das Zanthierhaus ist ein denkmalgeschütztes Gebäude in Ilsenburg (Harz) in Sachsen-Anhalt.

## Lage
Es befindet sich am Südrand Ilsenburgs im Ilsetal auf der Westseite der Straße Ilsetal an der Adresse Ilsetal 2.

## Architektur und Geschichte
Hans Dietrich von Zanthier wurde 1748 zum Oberforst- und Jägermeister ernannt. Sein Dienstsitz wurde der Waldhof, das heutige Zanthierhaus. Von hier aus wurden 16.000 Hektar Forst verwaltet. Zanthier richtete eine private Forstschule ein. Nach dem Tode Zanthiers 1778 wurde diese Bildungsstätte wieder geschlossen. Bis 1930 wurde das Zanthierhaus weiter als Forstamt bzw. Oberförsterei betrieben.
Das Zanthierhaus befand sich dann im Eigentum der Ilsenburger Wohnungsgesellschaft, die es jedoch um 2013 an Private veräußerte. Ein bis 2013 bestehender Zanthier-Verein, der sich die Erhaltung des Gebäudes zur Aufgabe gemacht hatte, löste sich danach auf. Das sanierte Haus wird als privates Wohnhaus genutzt.
Im örtlichen Denkmalverzeichnis ist der Forsthof unter der Erfassungsnummer 094 03413 als Baudenkmal verzeichnet.